# Livgrenadjärbrigaden
Livgrenadjärbrigaden (IB 4) var en infanteribrigad inom svenska armén som verkade i olika former åren 1949–1997. Förbandsledningen var förlagd i Linköpings garnison i Linköping.

## Historik
Livgrenadjärbrigaden sattes upp åren 1949–1951, under namnet Grenadjärbrigaden (IB 4), genom att fältregementet (krigsförbandet) Livgrenadjärregementet (I 4) omorganiserades genom försvarsbeslutet 1948 till infanteribrigad. Åren 1949–1958 hade Grenadjärbrigaden en systerbrigad vars namn var Östgötabrigaden (IB 43), vilken genom försvarsbeslutet 1958 fasades ut 1958.
Inför försvarsbeslutet 1992 föreslog regeringen att krigsorganisationen skulle spegla fredsorganisationen. Därmed föreslogs att brigaden vid Livgrenadjärregementet skulle avskiljas och bilda ett självständigt kaderorganiserat krigsförband. Den 1 juli 1994 avskildes brigaden från regementet och blev ett kaderorganiserat krigsförband inom Mellersta militärområdet (Milo M). Brigaden antog med det namnet Livgrenadjärbrigaden.
Inför försvarsbeslutet 1996 föreslog regeringen för riksdagen att krigsorganisationen skulle minskas, där förslaget gällande Mellansverige var att avveckla Svea artilleriregemente (A 1) och Svea trängkår (T 1) i Linköping. Med bakgrund till att regeringen föreslog att de två förbanden skulle avvecklas, skulle Livgrenadjärbrigaden (IB 4) utgöra en solitär i Linköping och utan några omedelbara samträningsmöjligheter eller stordriftsfördelar. Därför föreslog regeringen även en avveckling av Livgrenadjärbrigaden (IB 4). Detta till fördel för Dalabrigaden i Falun, i syfte att öka andelen vinterutbildade förband. Vidare föreslog regeringen en ny försvarsområdesindelningen, vilket innebar att försvarsområdesstaberna i Gävle, Linköping och Västerås skulle avvecklas. Brigaden tillsammans med Livgrenadjärregementet upplöstes och avvecklades därmed den 31 december 1997.

## Verksamhet
Som ett led av försvarsbeslutet 1992 blev brigaden en av de sex ursprungliga infanteribrigader som skulle mekaniseras och utrustas med de rysktillverkade pansarskyttefordonen BMP-1 och MT-LB (svensk benämning Pansarbandvagn 501 (Pbv 501) respektive Pansarbandvagn 401 (Pbv 401)). Brigaden var tillsammans med Smålandsbrigaden (IB 42) ledande försöksbrigader inför omorganisationen till IB 2000. År 1994 tillfördes brigaden sin första mekaniserades pluton, och fick samtidigt huvudansvaret för utbilda arméns samtliga mekaniker på Pbv 501.
Organisationen brigaden skulle gå in i, IB 2000, skulle vara i produktion 2004 och helt genomförd 2006. Brigaden var tillsammans med IB 42 de brigader som hann längst i utvecklingen till en mekaniserad brigad. Genom att riksdagen beslutade att Livgrenadjärbrigaden skulle upplösas och avvecklas, kom endast delar av brigaden att utbildas i den nya organisationen, innan den avvecklades den 30 juni 1997.

### Internationell verksamhet
År 1994 ansvarade brigaden för uppsättningen av BA 02. Vilken var den andra bataljonen av de så kallade bosnienbataljonenerna.

### Bataljoner
- 1. brigadskyttebataljonen
- 2. brigadskyttebataljonen
- 3. brigadskyttebataljonen
- 4. brigadskyttebataljonen
- Brigadluftvärnsbataljon (Lvrbs 70)
- Brigadhaubitsbataljon (Haub 77A)
- Brigadpionjärbataljon

Utbildning för att bli mekaniserad med pbv 501 och pbv 401 hade startat 1995 och planen var att vara färdig 2004. Vid nedläggningen 1997 var den första bataljonen inte färdigutbildad.

## Heraldik och traditioner
Livgrenadjärbrigaden delade heraldik och traditioner med Livgrenadjärregementet. År 1996 instiftades Livgrenadjärregementets minnesmedalj (LivregMSM) i silver.

## Förbandschefer
Brigadchefer åren 1949–1997. Åren 1949–1975 var brigadchefen tillika utbildningschef vid Livgrenadjärregementet.

- 1949–1959: ???
- 1959–1962: Överstelöjtnant Gilbert Murray
- 1962–1966: Överstelöjtnant Gunnar Källenius
- 1966–1969: Överstelöjtnant Gustaf Tiselius
- 1969–1971: Överstelöjtnant Sven Skeppstedt
- 1971–1975: Överstelöjtnant Bertil Fredriksson
- 1975–1981: Överstelöjtnant Leif Kesselmark
- 1981–1987: Överste Torbjörn Tillman
- 1987–1992: Överste Claes-Göran Blomqvist
- 1992–1993: Överste Christer Svensson
- 1994–1996: Överste Håkan Swedin
- 1996–1997: Överste Björn Tomtlund

## Namn, beteckning och förläggningsort
| Grenadjärbrigaden    | 1949-10-01 | – | 1994-06-30 |
| Livgrenadjärbrigaden | 1994-07-01 | – | 1997-12-31 |

| IB 4 | 1949-10-01 | – | 1997-12-31 |

| Linköpings garnison (F) | 1949-10-01 | – | 1997-12-31 |